# Ніппоноз Тауншип (округ Лайкомінг, Пенсільванія)
Ніппоноз Тауншип (англ. Nippenose Township) — селище (англ. township) в США, в окрузі Лайкомінг штату Пенсільванія. Населення — 661 особа (2020).

## Демографія
Згідно з переписом 2010 року, у селищі мешкало 709 осіб у 283 домогосподарствах у складі 209 родин. Було 300 помешкань
Расовий склад населення:
| - 99,3 % — білих - 0,6 % — азіатів - 0,1 % — корінних американців |

До двох чи більше рас належало 0,0 %. Частка іспаномовних становила 0,7 % від усіх жителів.
За віковим діапазоном населення розподілялося таким чином: 21,4 % — особи молодші 18 років, 62,2 % — особи у віці 18—64 років, 16,4 % — особи у віці 65 років та старші. Медіана віку мешканця становила 42,3 року. На 100 осіб жіночої статі у селищі припадало 102,6 чоловіків;  на 100 жінок у віці від 18 років та старших — 99,6 чоловіків також старших 18 років.
Середній дохід на одне домашнє господарство  становив 62 779 доларів США (медіана — 52 500), а середній дохід на одну сім'ю — 66 075 доларів (медіана — 52 679). Медіана доходів становила 41 250 доларів для чоловіків та 30 625 доларів для жінок. За межею бідності перебувало 7,7 % осіб, у тому числі 10,6 % дітей у віці до 18 років та 0,0 % осіб у віці 65 років та старших.
Цивільне працевлаштоване населення становило 362 особи. Основні галузі зайнятості: виробництво — 23,8 %, освіта, охорона здоров'я та соціальна допомога — 19,3 %, роздрібна торгівля — 17,1 %.